# Louis Marie de Lescure
Louis Marie de Salgues, marquês de Lescure (13 de outubro de 1766 – 4 de novembro de 1793) foi um militar francês e participante da insurreição contra-revolucionaria da Vendéia composta de realistas, tanto do campesinato quanto da classe média e nobreza contra a República durante a Revolução Francesa. Primo de Henri de la Rochejaquelein.

## Biografia

### Vida pregressa
Nascido em Versalhes e educado na prestigiosa École Militaire, a qual saiu aos dezesseis anos. Lescure era o comandante de uma companhia de cavalaria no Regiment de Royal-Picmont. Em 1791, ele se casou com sua própria prima Victoire de Donnissan de La Rochejaquelein, que também era prima de Henri de La Rochejacquelein, outro que é considerado herói pelos insurgentes da Vendeia. Opondo-se às idéias Revolucionarias, Lescure, deixou a França em 1791, mas logo retornou, e, na Journée du 10 août, 1792 participou da defesa do Palácio das Tulherias contra a multidão enfurecida de Paris. No dia seguinte, ele foi forçado a deixar a capital e se refugiou no castelo de Clisson perto de Bressuire.

### Participação na Guerra de Vendéia
Com a eclosão da Revolta na Vendéia contra a "República dos ateus", como era referida pelos insurgentes, ele foi preso e encarcerado, situação que se repetiu também a sua família, como um dos principais promotores do levante. Ele foi libertado pelos realistas e viria a se tornar um de seus líderes. Lescure lutou em Thouars em maio de 1793. Na Batalha de Fontenay-le-Comte, ele foi o primeiro a entrar na cidade e a libertar os prisioneiros realistas. Ele foi ferido na Batalha de Saumur em junho. Após um ataque malsucedido a Nantes, ele reuniu suas forças com La Rochejaquelein e tentou em vão reunir as tropas do Exército Católico e Real dispersas.

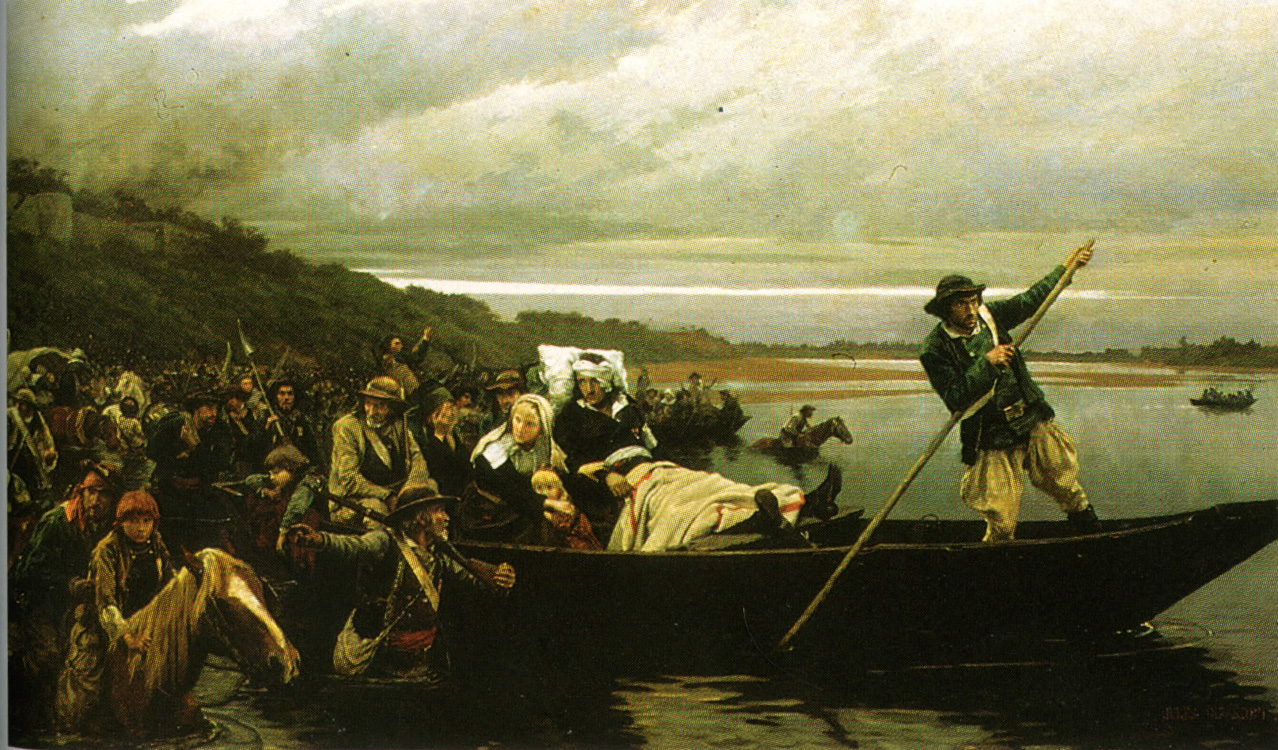
O General Lescure, já ferido, atravessa o Loire em St. Florent, por Jules Girardet.

Suas tropas camponesas, em oposição às do general Revolucionário Francês Westermann, acabaram por sofrer várias derrotas, mas finalmente obtiveram uma vitória entre Tiffauges e Cholet em 19 de Setembro de 1793. Lescure foi gravemente ferido por uma bala na cabeça em Tiffauges. A luta concentrou-se então em torno de Châtillon, que foi repetidamente conquistada e perdida pelos republicanos. Lescure foi morto perto do castelo de La Tremblaye na Batalha de La Tremblaye, entre Ernée e Fougères.